# Ira Sherwin Hazeltine

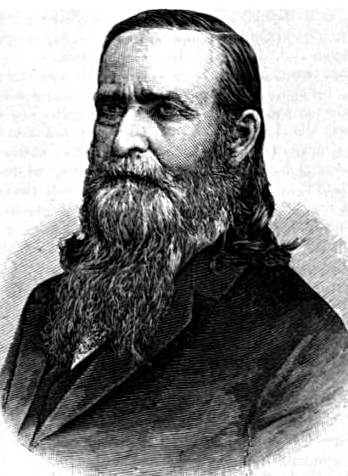
Ira Sherwin Hazeltine

Ira Sherwin Hazeltine (* 13. Juli 1821 in Andover, Windsor County, Vermont; † 13. Januar 1899 bei Springfield, Missouri) war ein US-amerikanischer Politiker. Zwischen 1881 und 1883 vertrat er den Bundesstaat Missouri im US-Repräsentantenhaus.

## Werdegang
Ira Hazeltine besuchte die öffentlichen Schulen seiner Heimat. Im Jahr 1842 zog er nach Richland Center in Wisconsin. Danach unterrichtete er drei Jahre lang als Lehrer in Natchez im Bundesstaat Mississippi. Nach einem Jurastudium und seiner Zulassung als Rechtsanwalt begann er in Richland Center in diesem Beruf zu arbeiten. Politisch schloss sich Hazeltine zunächst der Republikanischen Partei an. Im Jahr 1860 war er Delegierter zur Republican National Convention in Chicago, auf der Abraham Lincoln als Präsidentschaftskandidat nominiert wurde. Zwischen 1867 und 1869 war Hazeltine Abgeordneter in der Wisconsin State Assembly. Seit 1870 arbeitete er in der Nähe von Springfield in der Landwirtschaft.
Damals schloss sich Hazeltine der kurzlebigen Greenback Party an. Bei den Kongresswahlen des Jahres 1880 wurde er als deren Kandidat im sechsten Wahlbezirk von Missouri in das US-Repräsentantenhaus in Washington, D.C. gewählt, wo er am 4. März 1881 die Nachfolge von James Richard Waddill antrat. Da er im Jahr 1882 nicht bestätigt wurde, konnte er bis zum 3. März 1883 nur eine Legislaturperiode im Kongress absolvieren. Nach seinem Ausscheiden aus dem US-Repräsentantenhaus widmete sich Ira Hazeltine wieder seinen früheren Tätigkeiten. Er starb am 13. Januar 1899 in der Nähe von Springfield.